# Otto Völker
Otto Völker (2 marzo 1893 – 6 aprile 1945) è stato un calciatore tedesco.